# Вета Кръстева
Вета Николова Кръстева е българска революционерка, деятелка на Вътрешната македоно-одринска революционна организация.

## Биография
Родена е в 1871 година в град Крушево, тогава в Османската империя, днес в Северна Македония. Остава сираче като дете и се жени за Стойко от Долно Дивяци, който обаче заминава за Румъния и я оставя без издръжка с едно момче. Жени се повторно за Никола Кръстев - Биринец от село Бирино, който е деец на ВМОРО и брат на войводата на организацията Блаже Кръстев - Биринчето. Вета Кръстева активно работи за Организацията от 1905 до Балканската война в 1912 година. Къщата ѝ е квартира на органиацията, като Вета укрива и лекува болни четници - Гьоре Рало, Методия Сойчески, Ташко Влахот, Георги Н. от Крушани и много други Разкрита е от властите и с цялото семейство е арестувана и държана в Битолския затвор три месеца.
Умира след 1953 година.